# Bernd Wehmeyer
Bernd Wehmeyer (Herford, 1952. június 6. –) nyugatnémet olimpiai válogatott német labdarúgó, hátvéd.

## Pályafutása

### Klubcsapatban
1971–72-ben az Arminia Bielefeld, 1973 és 1975 között a Hannover 96 labdarúgója volt. 1975–76-ban ismét az Arminia, majd 1976 és 1978 között a Hannover 96 csapatában szerepelt. 1978 és 1986 között a Hamburger SV játékosa volt. A hamburgi csapattal három bajnoki címet szerzett és tagja volt az 1982–83-as idényben BEK-győztes együttesnek.

### A válogatottban
1983–84-ben 13 alkalommal szerepel a német olimpiai válogatottban és részt vett a Los Angeles-i olimpián is, ahol a válogatott a negyeddöntőben búcsúzott.

## Sikerei, díjai
Hamburger SV
- Nyugatnémet bajnokság (Bundesliga)
  - bajnok (3): 1978–79, 1981–82, 1982–83
  - 2. (3): 1979–80, 1980–81, 1983–84
- Bajnokcsapatok Európa-kupája (BEK)
  - győztes: 1982–83
  - döntős: 1979–80
- UEFA-kupa
  - döntős: 1981–82